# کانادای علیا
استان کانادای بالا (به فرانسوی: province du Haut-Canada‎) بخشی از کانادای انگلیس بود که در سال ۱۷۹۱ توسط پادشاهی بریتانیا تأسیس شد، تا یک سوم مرکزی سرزمینهای آمریکای شمالی انگلیس را که از سال ۱۷۶۳ بخشی از استان کبک بود، اداره کند. کانادای علیا شامل تمام انتاریوی جنوبی امروزی و تمام مناطق شمالی انتاریو در Pays d'en Haut که بخشی از فرانسه جدید را تشکیل داده بود، اساساً حوضه‌های آبخیز رودخانه اتاوا یا دریاچه‌های هورون و سوپریور، به استثنای هر زمین در حوضه آبخیز خلیج هادسون. پیشوند "فوقانی" در نام موقعیت جغرافیایی آن را در امتداد دریاچه‌های بزرگ، بیشتر در بالای سر رودخانه سنت لارنس منعکس می‌کند، در تضاد با پایین کانادا (کبک کنونی) از شمال شرقی.
کانادای علیا مقصد اصلی پناهجویان وفادار و شهرک نشینان از ایالات متحده پس از انقلاب آمریکا بود، که اغلب به آنها زمینی برای استقرار در کانادای علیا اعطا می‌شد. این استان با سبک زندگی انگلیسی خود، از جمله پارلمان دو مجلس و قوانین مدنی و کیفری جداگانه، و نه مخلوط مانند کانادای سفلی یا سایر نقاط امپراتوری انگلیس، مشخص می‌شد. این بخش برای اطمینان از اعمال حقوق و امتیازات یکسانی که افراد تحت وفادار در سایر نقاط مستعمرات آمریکای شمالی از آن بهره‌مند شده‌اند، ایجاد شده‌است. در سال ۱۸۱۲، جنگ بین انگلیس و ایالات متحده آغاز شد و منجر به چندین نبرد در کانادای علیا شد. ایالات متحده تلاش کرد کانادای علیا را تصرف کند، اما جنگ با تغییر وضعیت به پایان رسید.
دولت مستعمره تحت سلطه گروه کمی از افراد، معروف به " معاهده خانواده "، که بیشتر مناصب عالی شورای قانونگذاری را بر عهده داشتند و مقاماتی را منصوب می‌کرد، قرار گرفت. در سال ۱۸۳۷، یک شورش ناموفق سعی در براندازی نظام غیر دموکراتیک داشت. دولت نماینده در دهه ۱۸۴۰ ایجاد می‌شود. کانادای علیا از زمان تأسیس در ۲۶ دسامبر ۱۷۹۱ تا ۱۰ فوریه ۱۸۴۱، زمانی که با کانادای سفلی مجاور متحد شد و استان کانادا را تشکیل داد، وجود داشت.

## استقرار

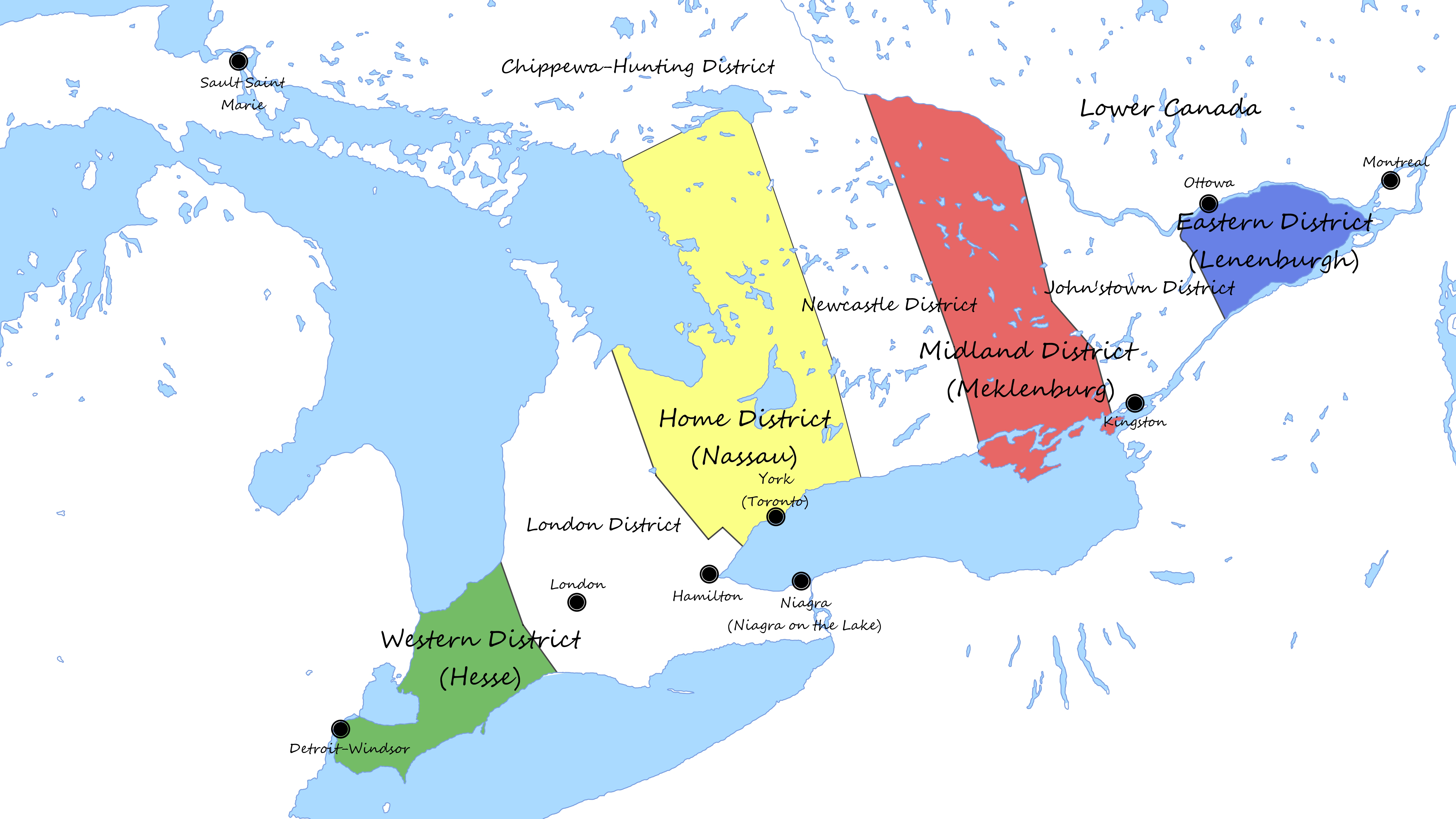
نقشه مناطق بالا کانادا

به عنوان بخشی از معاهده پاریس در سال ۱۷۶۳ که به درگیری جهانی هفت ساله جنگ و جنگ فرانسه و هند در آمریکای شمالی پایان یافت، انگلیس کنترل فرانسه جدید سابق را که در جنگ فرانسه و هند شکست خورده بود، حفظ کرد. انگلیس پس از تسلیم قلعه نیاگارا در سال ۱۷۵۹ و مونترال در ۱۷۶۰ تسلیم شد و انگلیس تحت سلطه رابرت راجرز در سال ۱۷۶۰ کنترل منطقه دریاچه‌های بزرگ را به دست گرفت. قلعه میشیلیماکیناک در سال ۱۷۶۱ توسط نیروهای راجر اشغال شد.
سرزمین‌های جنوب انتاریو معاصر و جنوب کبک در ابتدا به عنوان استان کبک واحد حفظ می‌شد، همان‌طور که در زیر فرانسه بود. از سال ۱۷۶۳ تا ۱۷۹۱، استان کبک زبان فرانسه ، انتظارات رفتاری فرهنگی، اعمال و قوانین خود را حفظ کرد. انگلیسی‌ها قانون کبک را در سال ۱۷۷۴ تصویب کردند که بر اساس آن اختیارات مستعمره کبک شامل بخشی از ذخیره گاه هند در غرب (به عنوان مثال، مناطقی از جنوب انتاریو) و سایر مناطق غربی در جنوب دریاچه‌های بزرگ از جمله بسیاری از مواردی که به این کشور تبدیل می‌شود، می‌شود. سرزمین شمال غربی ایالات متحده، شامل ایالت‌های مدرن ایلینوی، ایندیانا، میشیگان، اوهایو، ویسکانسین و مناطقی از مینه سوتا بود.
پس از پایان جنگ استقلال آمریکا در سال ۱۷۸۳، انگلیس کنترل منطقه شمال رود اوهایو را حفظ کرد. مرزهای رسمی تا سال ۱۷۹۵ و پیمان جی مشخص نشده بودند. مقامات انگلیس با ارائه زمین رایگان برای تشویق به رشد جمعیت، جابجایی مردم از این کشور را به ایالات متحده ترغیب کردند. برای مهاجران، سرپرست خانواده ۱۰۰ جریب فرنگی (۴۰ هکتار) دریافت کرد ۱۰۰ جریب فرنگی (۴۰ هکتار) و ۵۰ جریب فرنگی (۲۰ هکتار) ازای هر عضو خانواده، و سربازان کمکهای مالی بیشتری دریافت کردند. این شهرک نشینان به نام وفاداران امپراتوری متحده شناخته می‌شوند و در درجه اول پروتستان‌های انگلیسی زبان بودند. اولین شهرهای (رویال و کاتاراکی) در امتداد سنت لارنس و دریاچه شرقی انتاریو در سال ۱۷۸۴ ایجاد شد که عمدتاً با سربازان خارج از خدمت و خانواده‌های آنها زندگی می‌کرد.
«کانادای الا» در تاریخ ۲۶ دسامبر ۱۷۹۱ با تصویب قانون اساسی در سال ۱۷۹۱ توسط پارلمان انگلیس به یک نهاد سیاسی تبدیل شد. این قانون استان کبک را به کانادای بالا و پایین تقسیم کرد، اما هنوز مرزهای رسمی کانادای علیا را مشخص نکرد. این تقسیم‌بندی انجام شد تا مهاجران وفادار آمریکایی و مهاجران انگلیسی در کانادای علیا بتوانند قوانین و موسسات انگلیسی داشته باشند و جمعیت فرانسوی زبان کانادای پاییم بتوانند قوانین مدنی فرانسه و دین کاتولیک را حفظ کنند. ستوان فرماندار اول جان گریوز سیمکو بود.

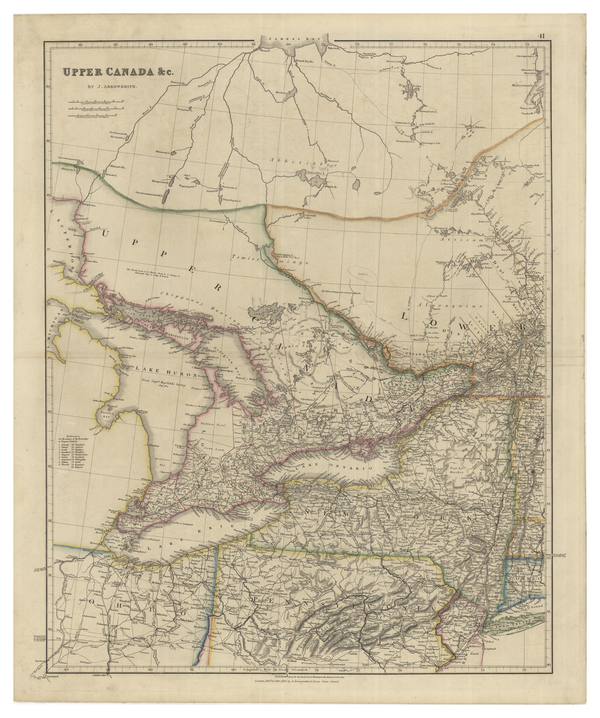
Map of Upper Canada توسط J. Arrowsmith (1837)

معاهده جی در سال ۱۷۹۵ مرزهای بین آمریکای شمالی انگلیس و ایالات متحده را از شمال به دریاچه‌های بزرگ و رودخانه سنت لارنس تعیین کرد. در تاریخ ۱ فوریه ۱۷۹۶، پایتخت کانادای بالا از نیوآرک (نیاگارا در حاشیه دریاچه فعلی) به یورک (تورنتو فعلی) منتقل شد، که در معرض حمله ایالات متحده قرار داشت کمتر آسیب‌پذیر است.
قانون اتحادیه ۱۸۴۰ که در ۲۳ ژوئیه ۱۸۴۰ توسط پارلمان انگلیس تصویب شد و توسط ولیعهد در ۱۰ فوریه ۱۸۴۱ اعلام شد، کانادای علیا را با کانادای سفلی ادغام کرد و استان متحد کانادا با عمر طولانی را تشکیل داد.

## دولت

### مدیریت استانی
گفته می‌شد که قانون اساسی کانادای بالا "همان تصویر و متن" قانون اساسی انگلیس است و بر اساس اصل " سلطنت مخلوط " - تعادل سلطنت ، اشراف و دموکراسی - بنا شده‌است.